# ナタリア・アヴシェンコ
ナタリア・アヴシェンコ（Natalya Avseenko, 1975年2月13日 - ）は、ロシアのフリーダイバー、科学者。2006年と2008年の団体戦でフリーダイビングの世界チャンピオンに輝き、ウラル山脈西部の地下にある石膏クリスタルの洞窟、オルダ洞窟を撮影した写真シリーズに登場した。

## 人物
自身のフリーダイビングスクール「PlavitaWay」の創設者。
モスクワ州立大学で文化学の博士号を取得。2007年までモスクワ州立大学外国語学部の言語学・異文化コミュニケーション学科の助教授として勤務。 
2004年4月からフリーダイビングを開始する。最初はナタリア・モルチャノワの指導の下でトレーニングが行われ、その後は独立して行われる。ダイビングはロッタ・エリクソンとリンダ・パガネッリと一緒に行われる。彼女はフリーダイビングの世界チャンピオン（2006年、2008年）、世界記録保持者（フィンなしの一定重量でのダイビング、57メートル、バハマ、2008年4月8日）である。

## 科学研究
ナタリアは科学者とともに、白海のシロイルカの言語、反響定位、行動を研究する実験に参加している。極限状態（海水-2°C）下での水中での人間の生存の可能性も研究した。ナターリヤは裸で氷の海に泳ぎ、潜り込み、息を止めている。実験中、彼女は最初のハイキング中に-2°C（塩水は負の温度で凍結する）-10分40秒の温度の氷水に氷の下にいるという記録を打ち立てました。ドキュメンタリー『On the edge』は、この実験についてナタリア・ウグリツキフ監督によって撮影された。ナターリヤは約12分間、頭上の環境で水中にいたが、呼吸の過程で1回だけスイッチが入る可能性があった。

## トップスコア
- フリーダイビング世界チャンピオン（2006年12月、2008年9月）。
- 世界記録保持者（2008年4月）。
- 2008年9月11日、シャルムエルシェイクで開催されたVI（チーム）世界選手権（ナタリア・モルチャノワとオルガ・スルヤコワと一緒に）でのフリーダイビングの世界チャンピオン。
- 結果は2004年から2008年のコンペティションで記録された[6]。